# Южен регион (Малави)
Южният регион на Малави (на английски: Southern Region) има площ 31 573 км² и население, според преброяването през 2003, около 5,3 млн. души. Столицата му е град Блантайр. Регионът има малък излаз на езерото Малави и граничи с Мозамбик.
От всички 28 области на Малави, 13 са разположени в южния регион – Балака, Блантайр, Чикуауа, Чирадзулу, Мачинга, Мангочи, Мулание, Мванза, Нсане, Тхиоло, Паломбе, Зомба и Нено.